# Pavol Šoral
Pavol Šoral (18. ledna 1903 Dolná Štubňa – 29. srpna 1977) byl slovenský fotbalista, útočník, pravé křídlo, reprezentant Československa.

## Sportovní kariéra
V československé reprezentaci odehrál v letech 1929–1931 dvě utkání. Do listiny střelců se nezapsal. Hrál za I. ČsŠK Bratislava 1924–1934. Historicky první reprezentant slovenské národnosti v A mužstvu Československa. Kariéru zakončil po nešťastné zlomenině nohy.